# Westpark
Le Westpark est un grand parc public urbain situé à Munich, en Allemagne. Il a été conçu par l'architecte paysagiste Peter Kluska et achevé en 1983. Il a accueilli l'International Garden Expo 83 cette même année. Le parc couvre une superficie de 69 hectares s'étendant de 2,6 km d'est en ouest. Des jardins fleuris et vivaces, un alpinum, une roseraie, un jardin historique, des pièces d'eau, l’ensemble d’Asie de l’Est avec des jardins et des bâtiments ainsi que d’autres jardins nationaux sont des attractions prisées des visiteurs et font de Westpark le parc urbain le plus visité de Munich. La Garmischer Straße divise le parc en deux parties, est et ouest.

## Sites et attractions

### Roseraie
La roseraie est composée de plus de 20 000 roses représentant 500 espèces de roses différentes. Il y a aussi deux Biergarten populaires. 

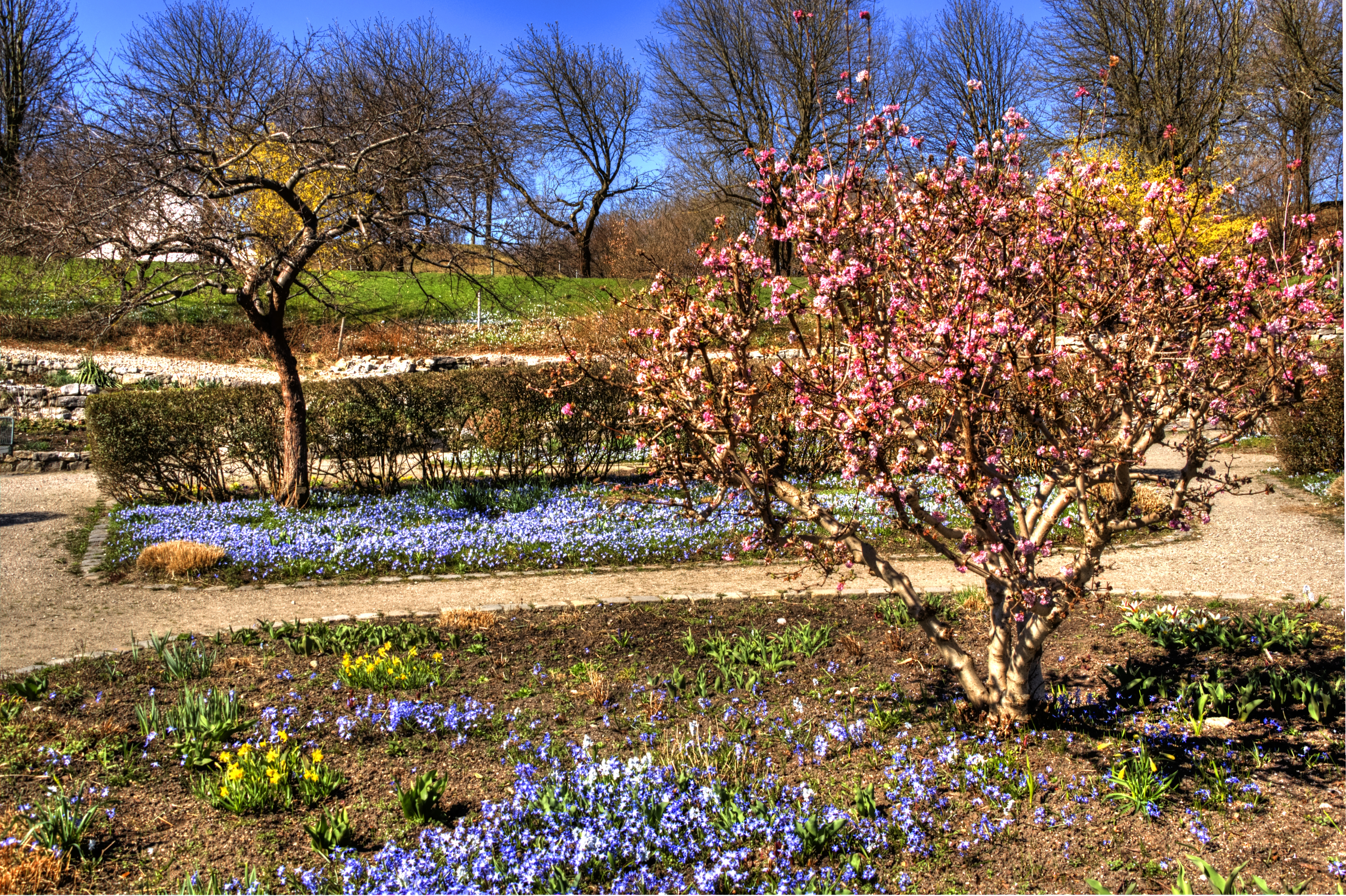
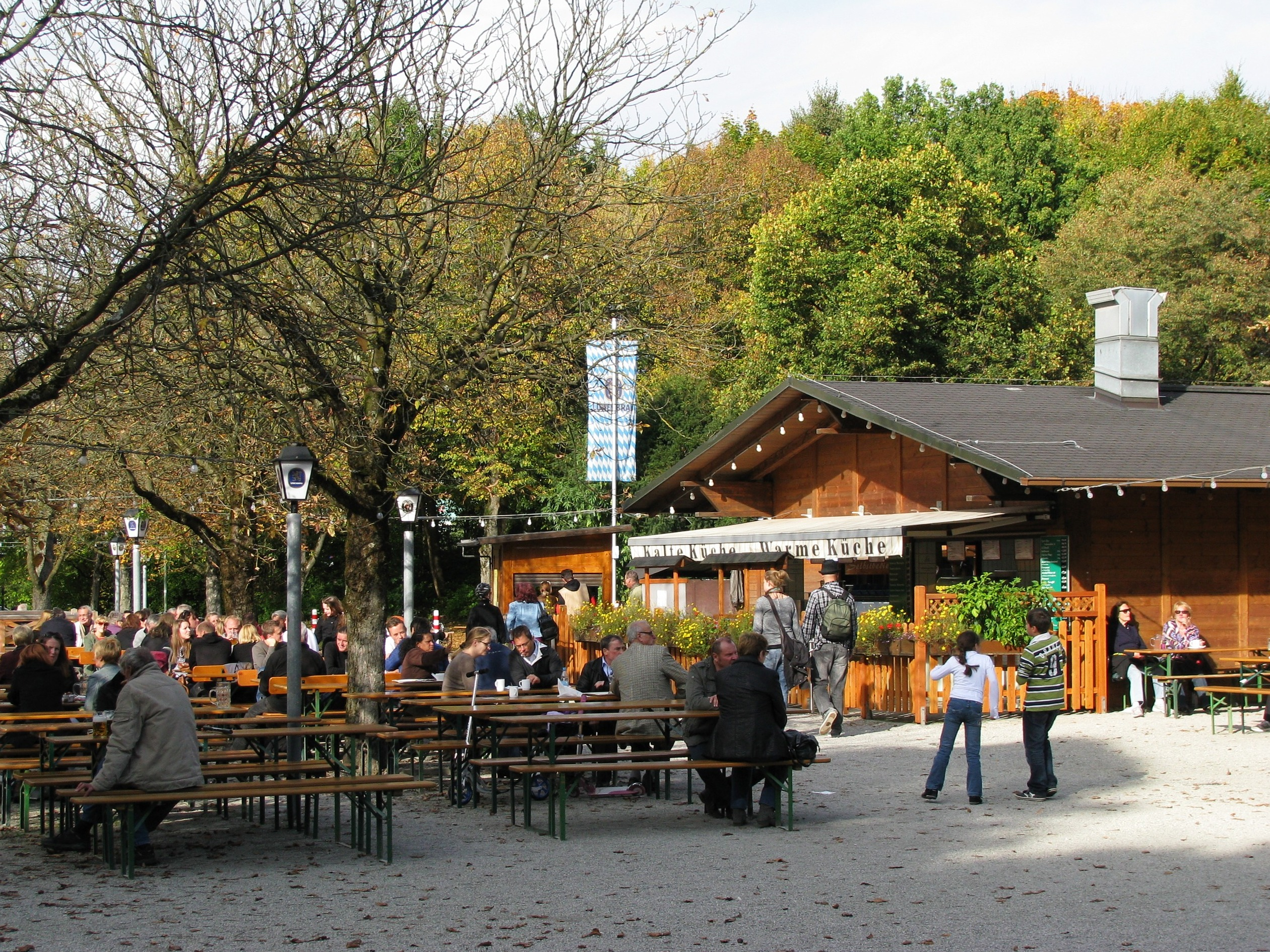

### Scène du lac
Le lac occidental abrite une scène (Seebühne) qui accueille des projections de films en plein air, des concerts de musique et des spectacles de théâtre pendant la saison estivale. 

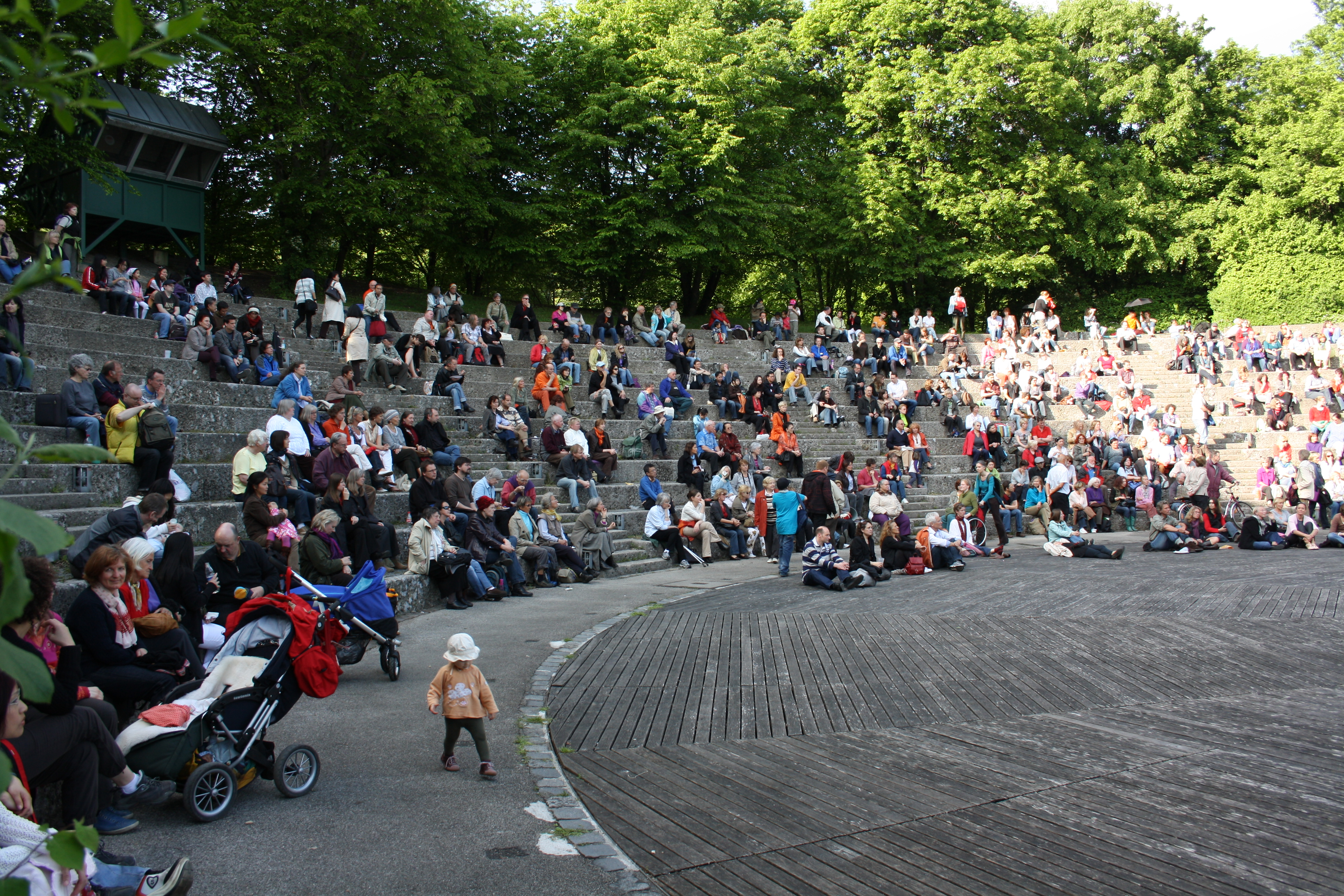
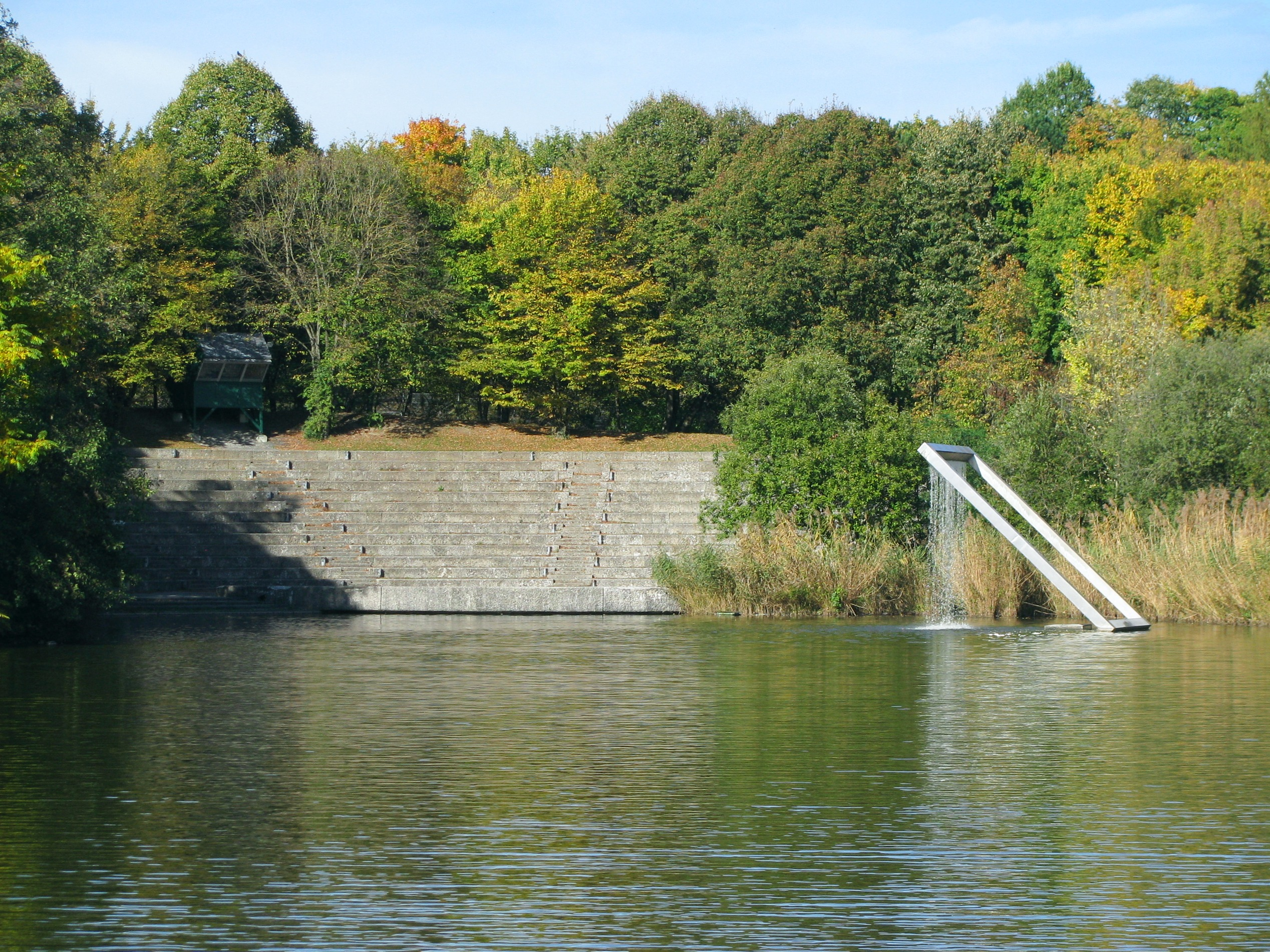
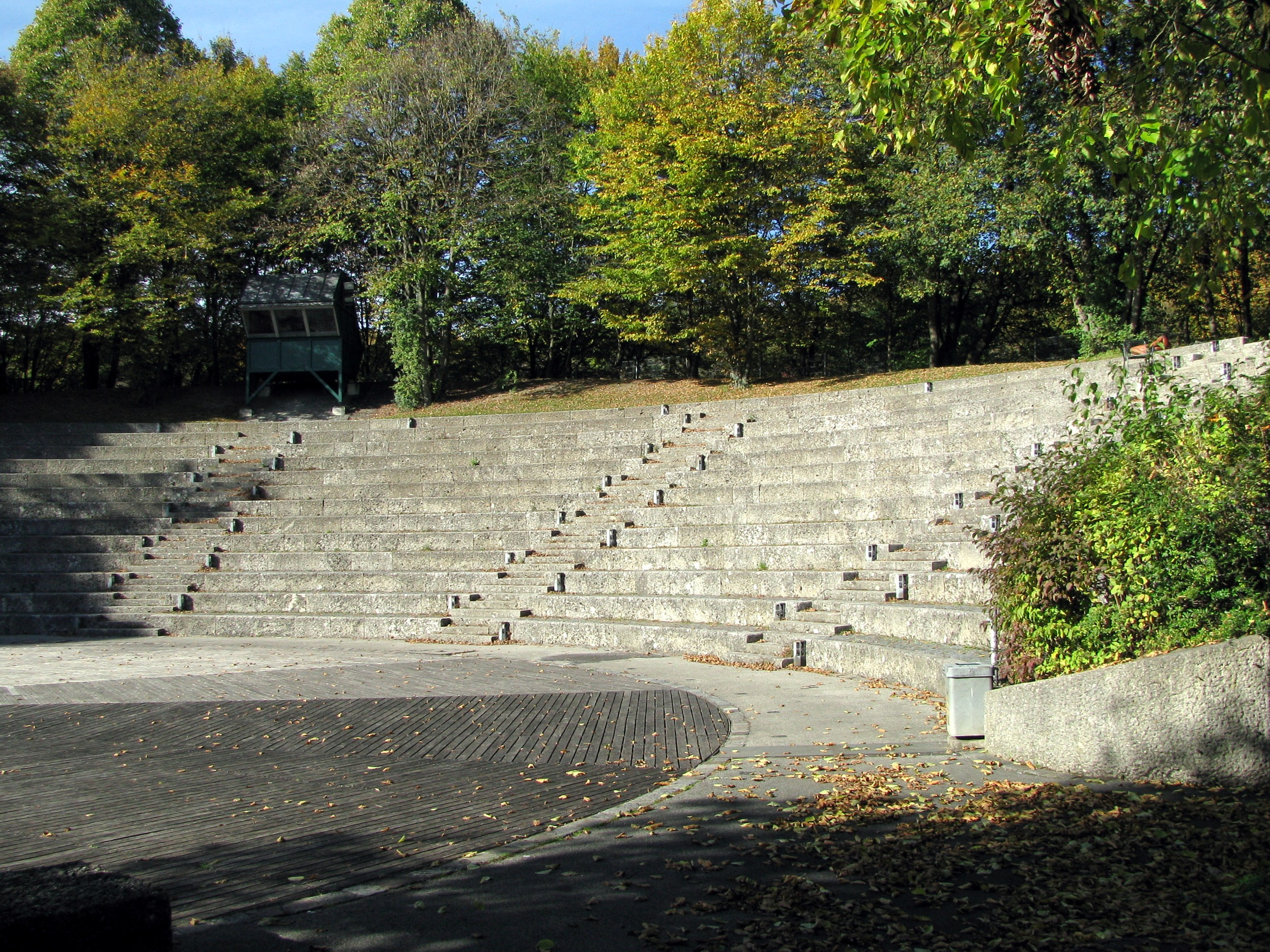

### Jardins asiatiques
Quatre des 23 jardins nationaux originaux de l'exposition de 1983 sont préservés. Le tout premier jardin chinois authentique en Europe est un jardin clos qui aurait pu être construit pour un érudit historique. Autour d'un étang, les allées mènent au cours des quatre saisons et des quatre parties de la vie. Le jardin japonais est un cadeau de la ville sœur de Munich, la ville de Sapporo, qui associe des éléments de la période Heian
. Une pagode népalaise a été sculptée par 200 maîtres sculpteurs et transportée à Munich. Une pagode dorée, Thai-Sala, abrite la première statue consacrée du Bouddha Gautama en Allemagne. 

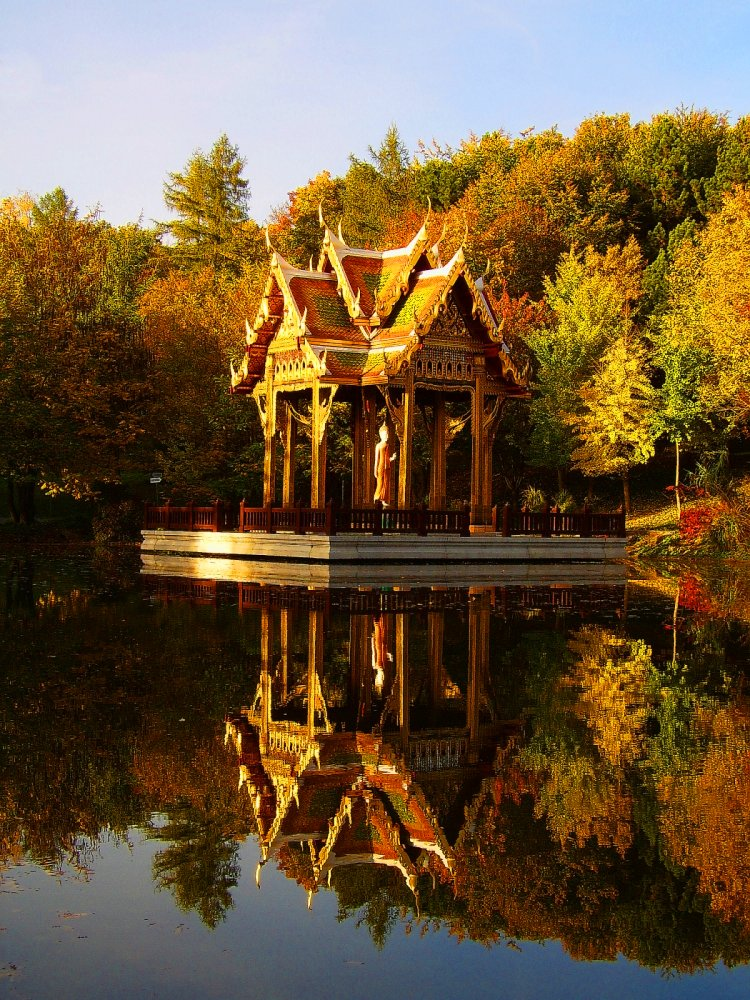
Pagode dorée Thai Sala
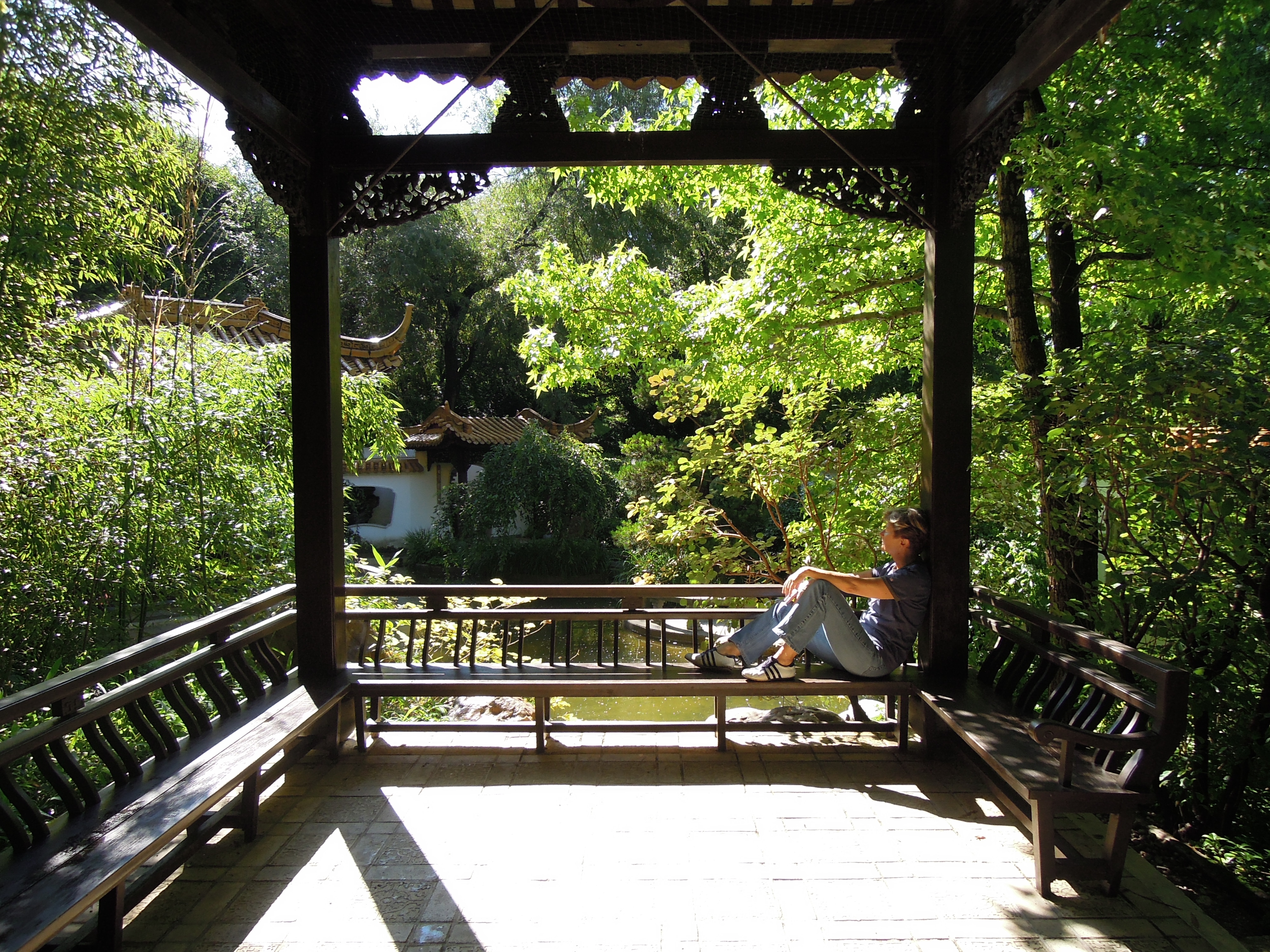
Jardin chinois
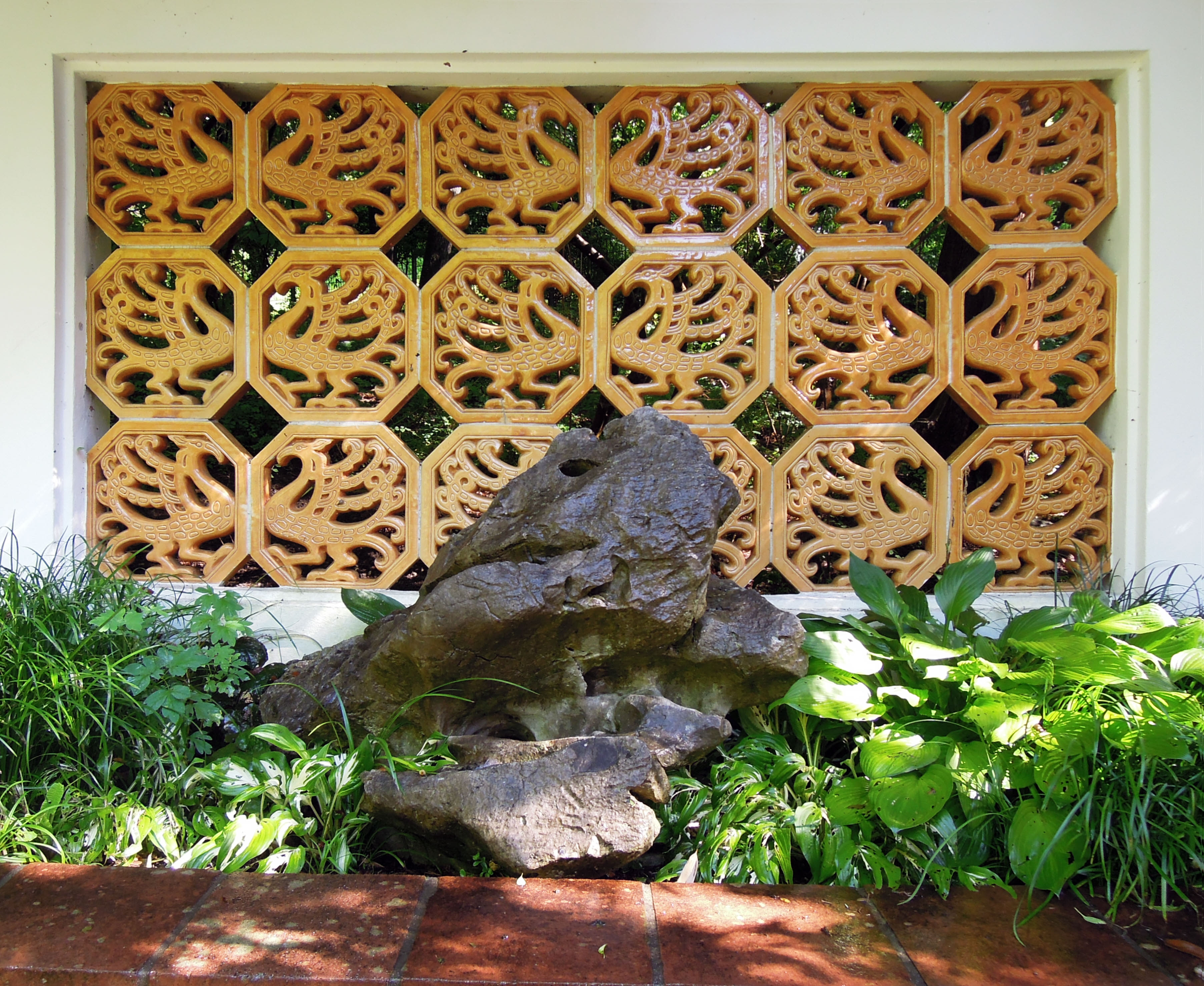
Jardin chinois
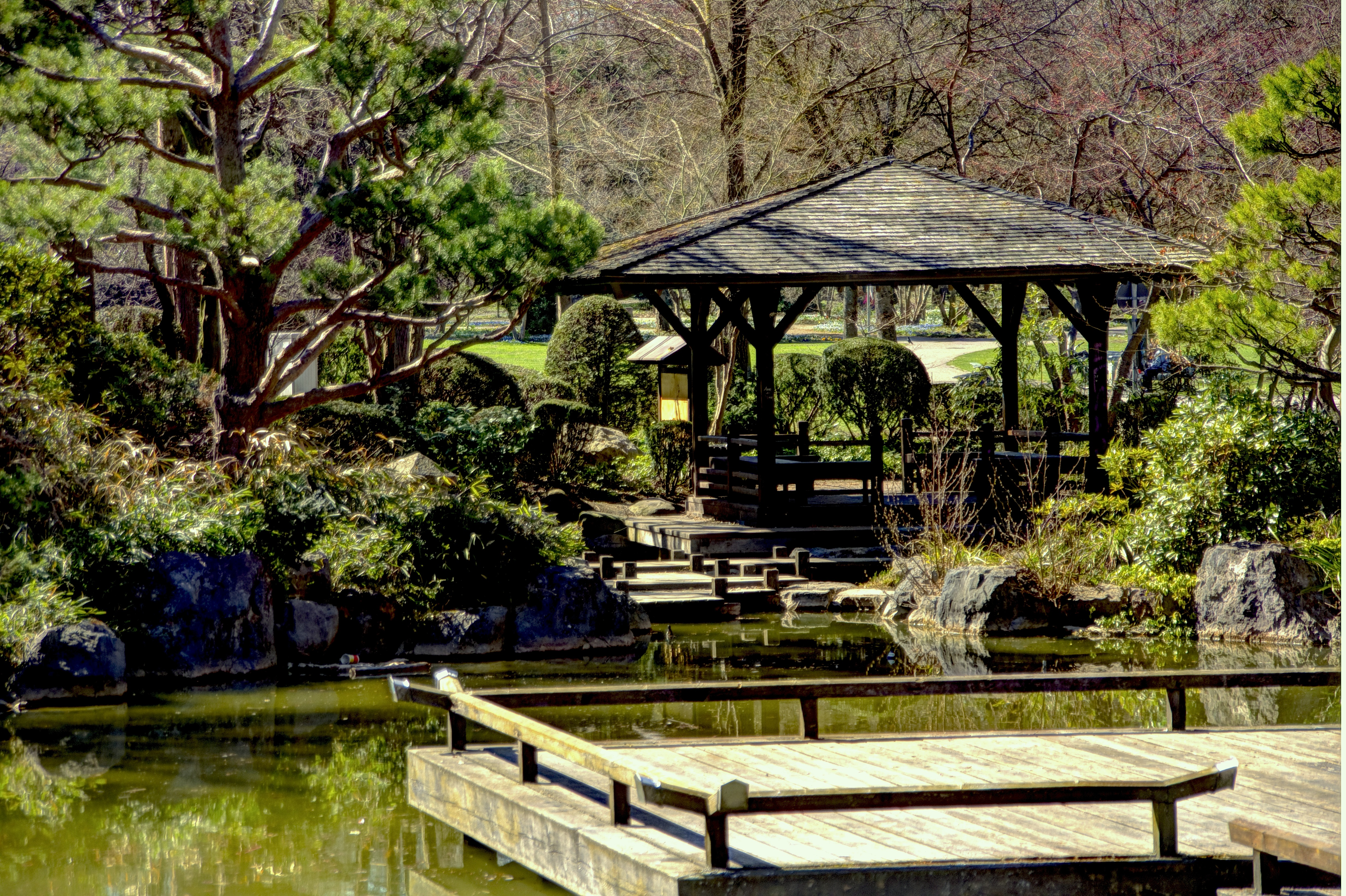
Jardin japonais
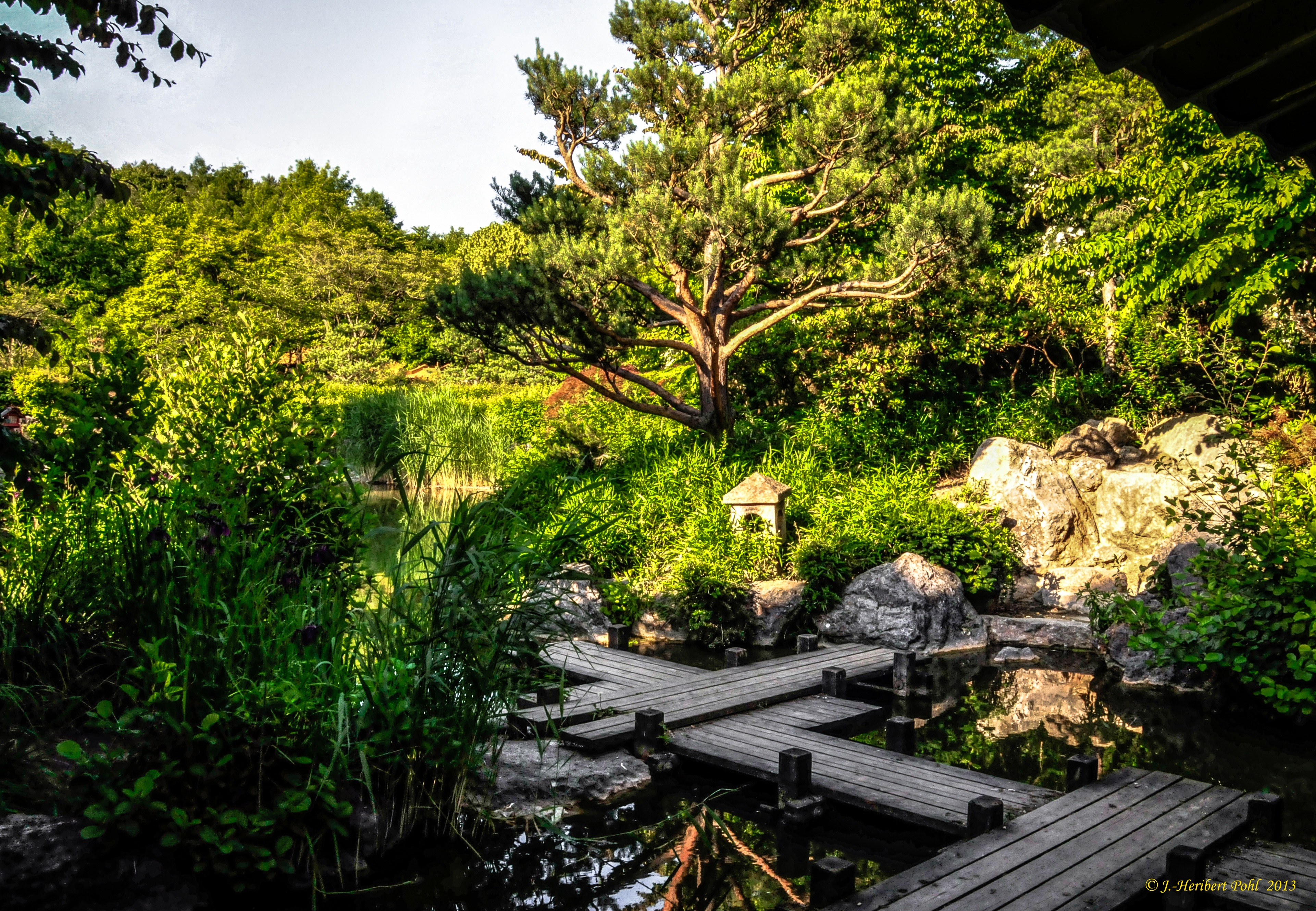
Jardin japonais
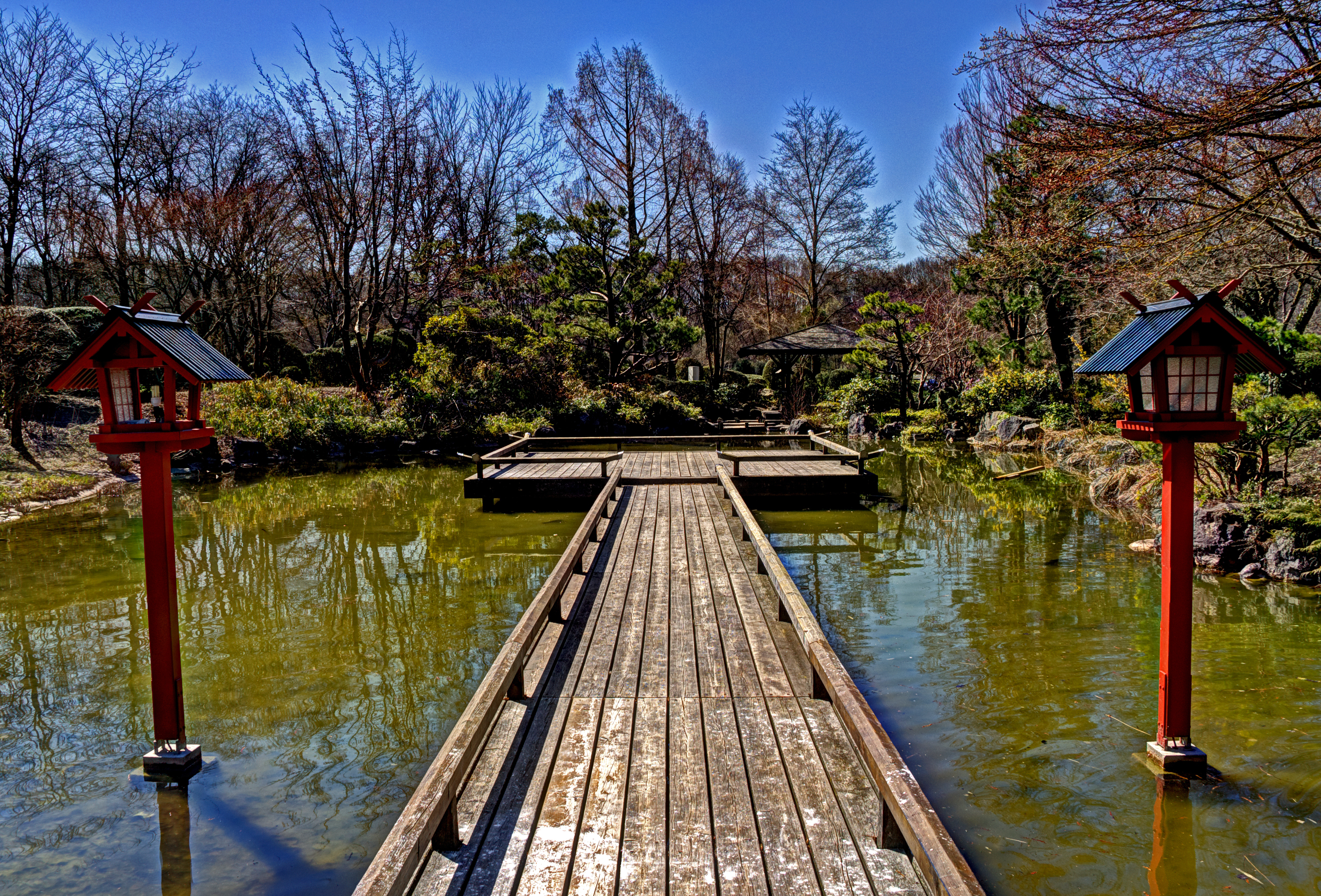
Jardin japonais
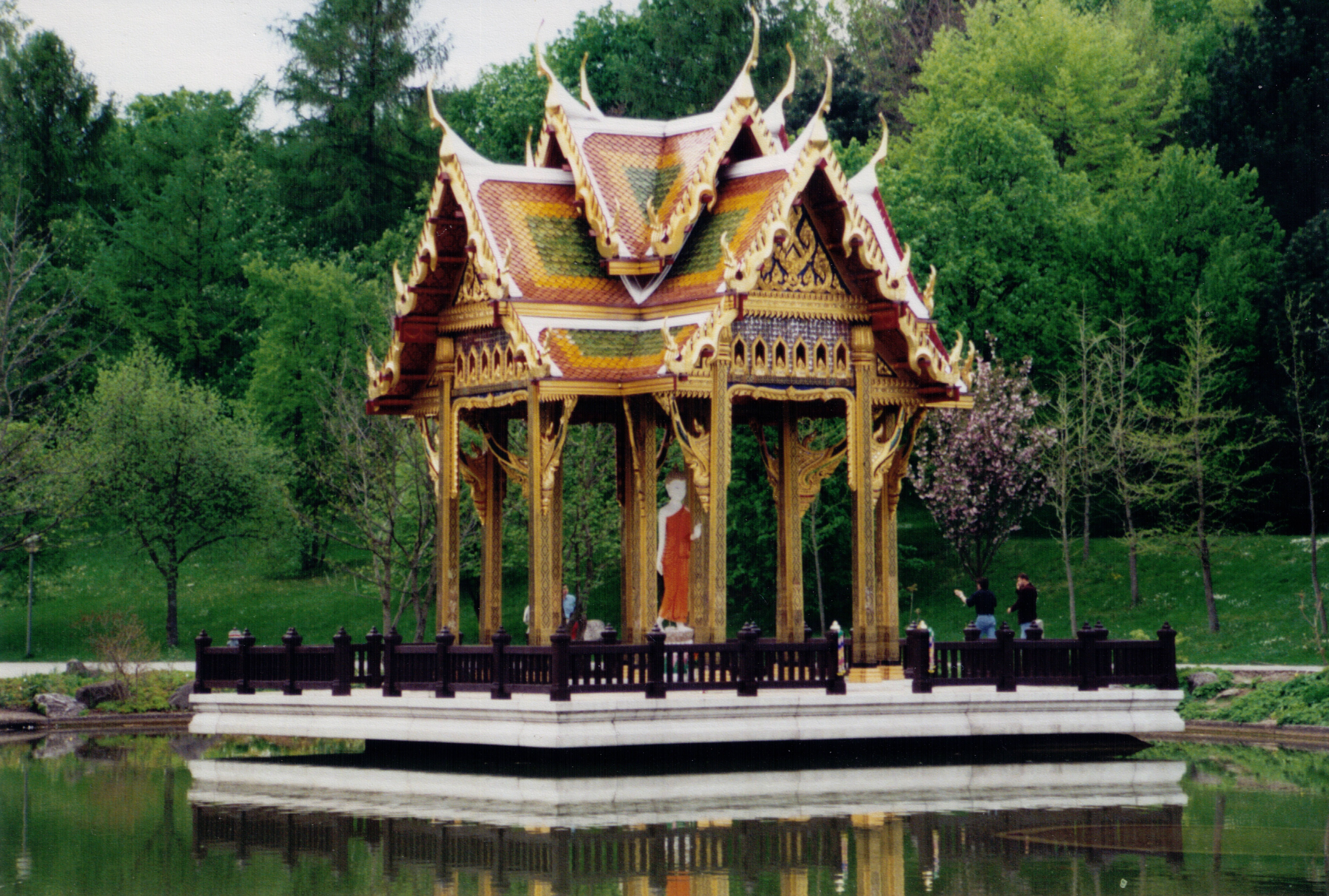
Thai Sala
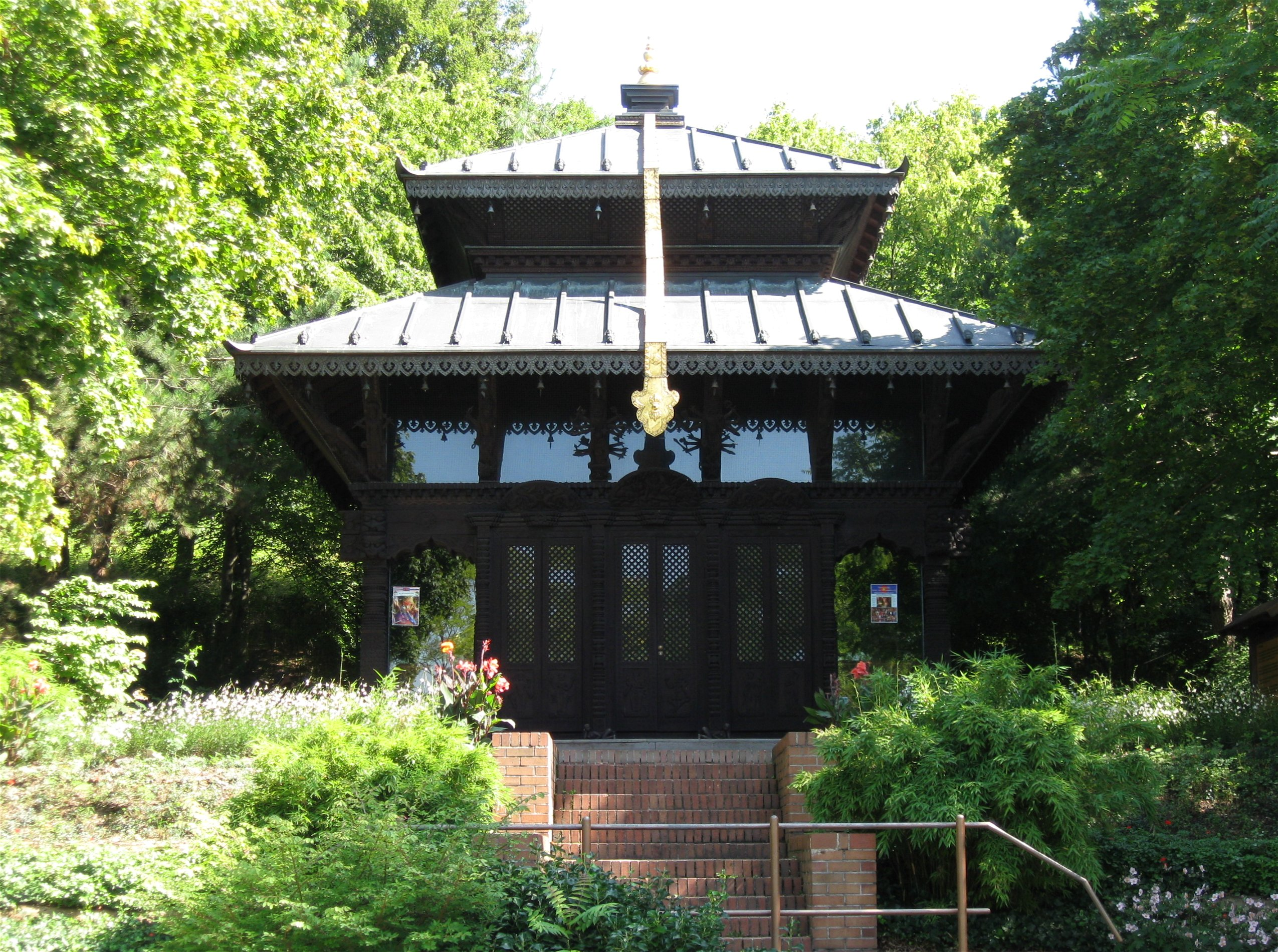
Pagode népalaise

### Mollsee
Le Mollsee est un lac artificiel situé dans la partie est du parc. Il attire souvent les amateurs de modèles réduits de bateaux. 

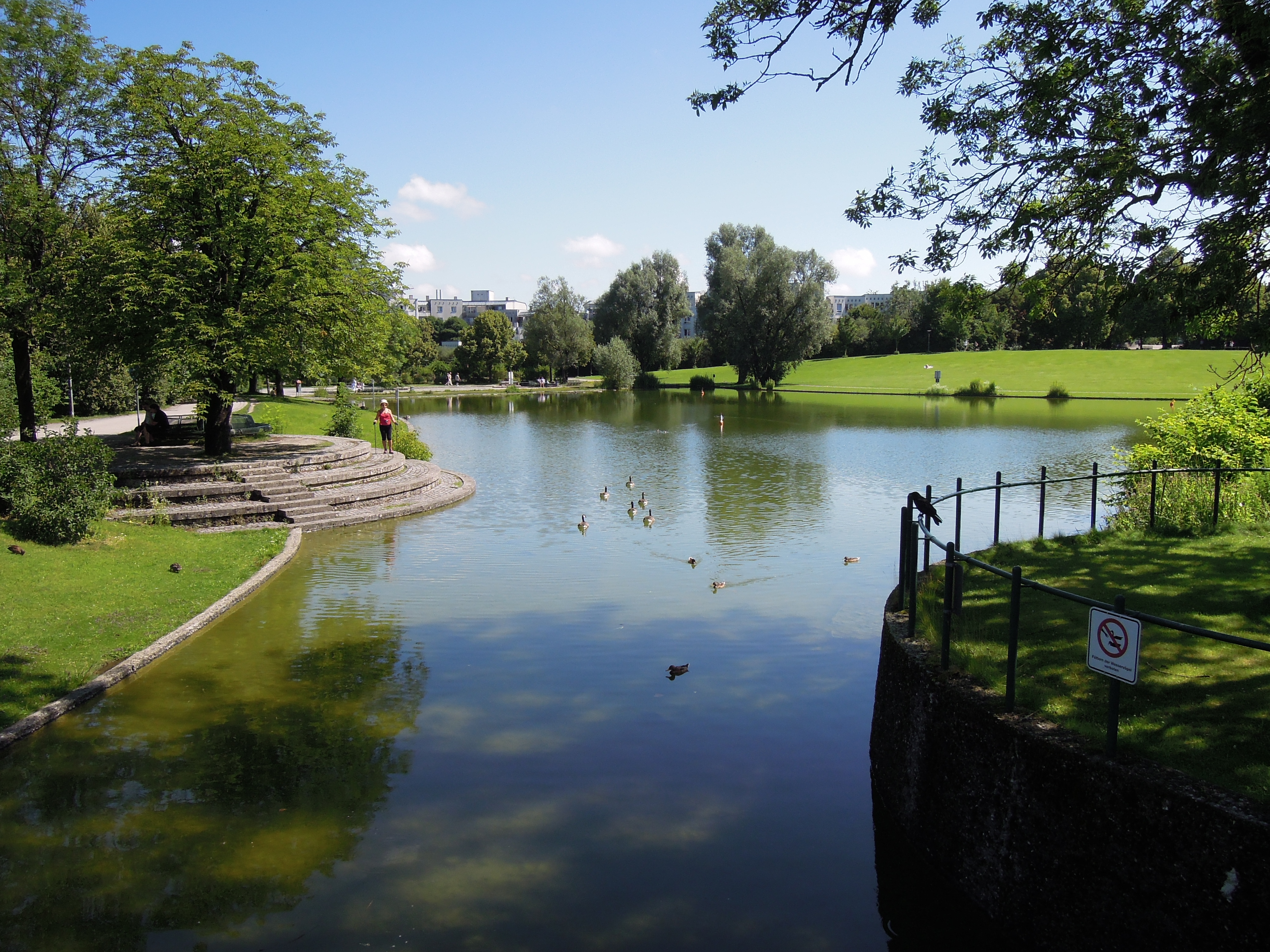
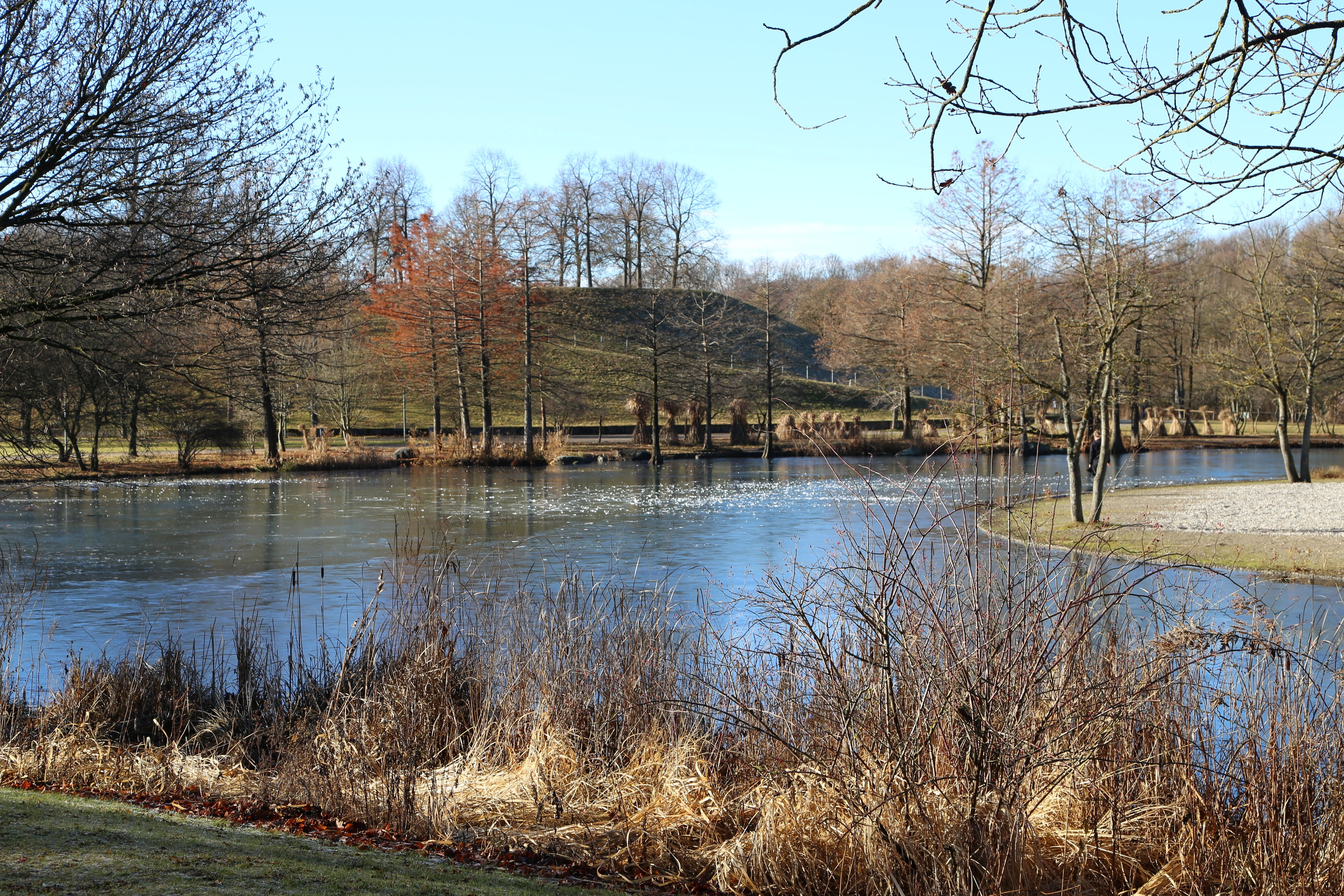
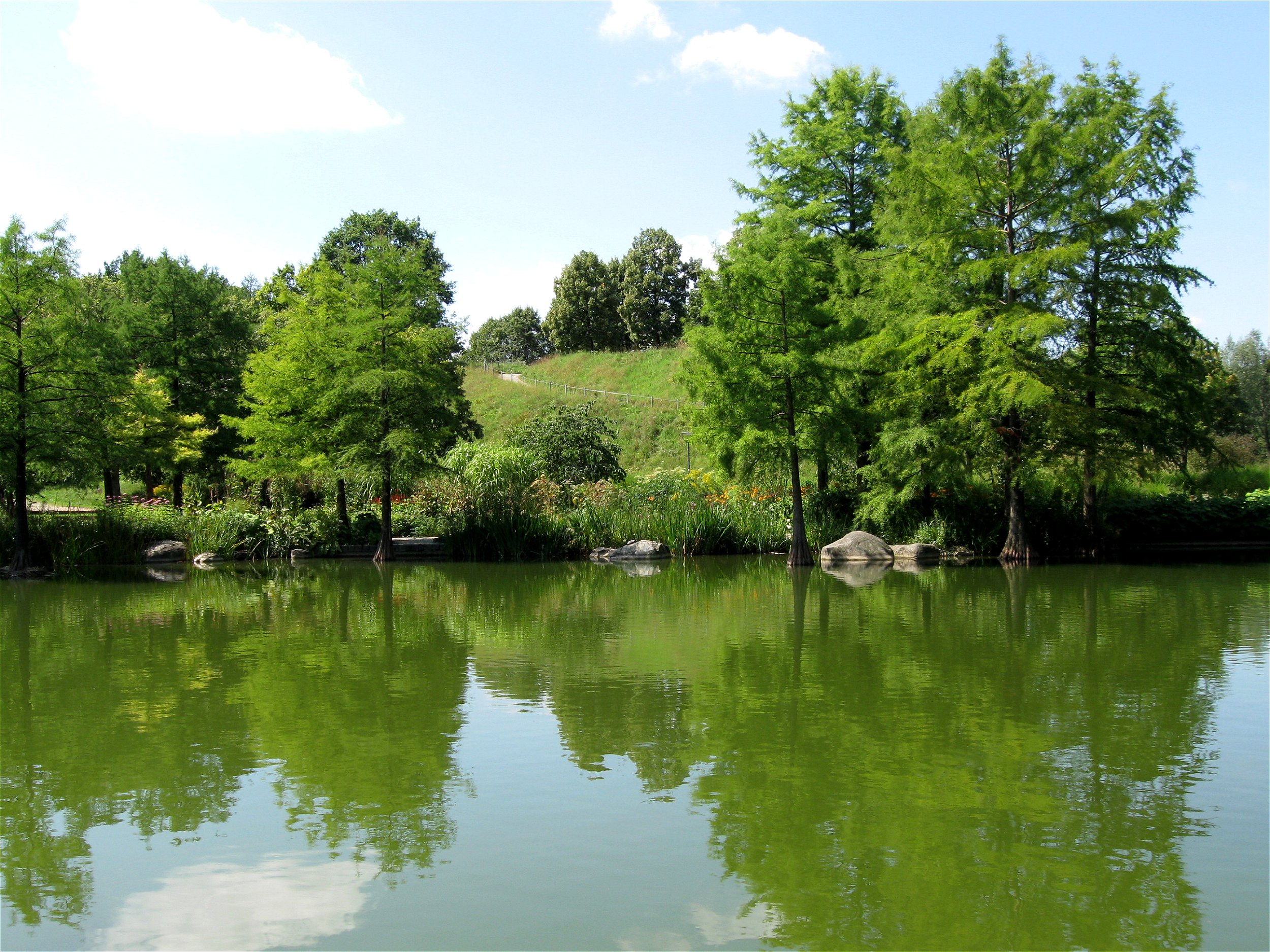
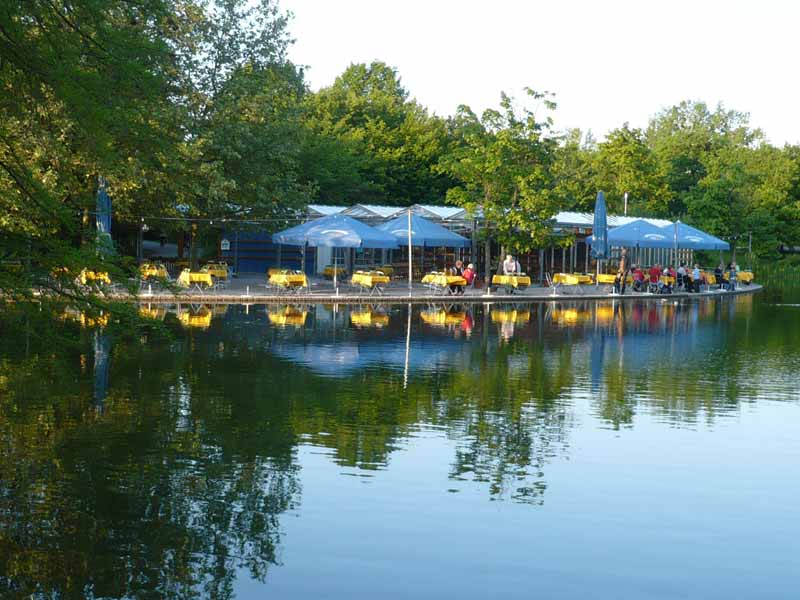

### Chalet bavarois
La Bayerwaldhaus, un chalet bavarois en bois de 1747, a été rapporté dans le parc.

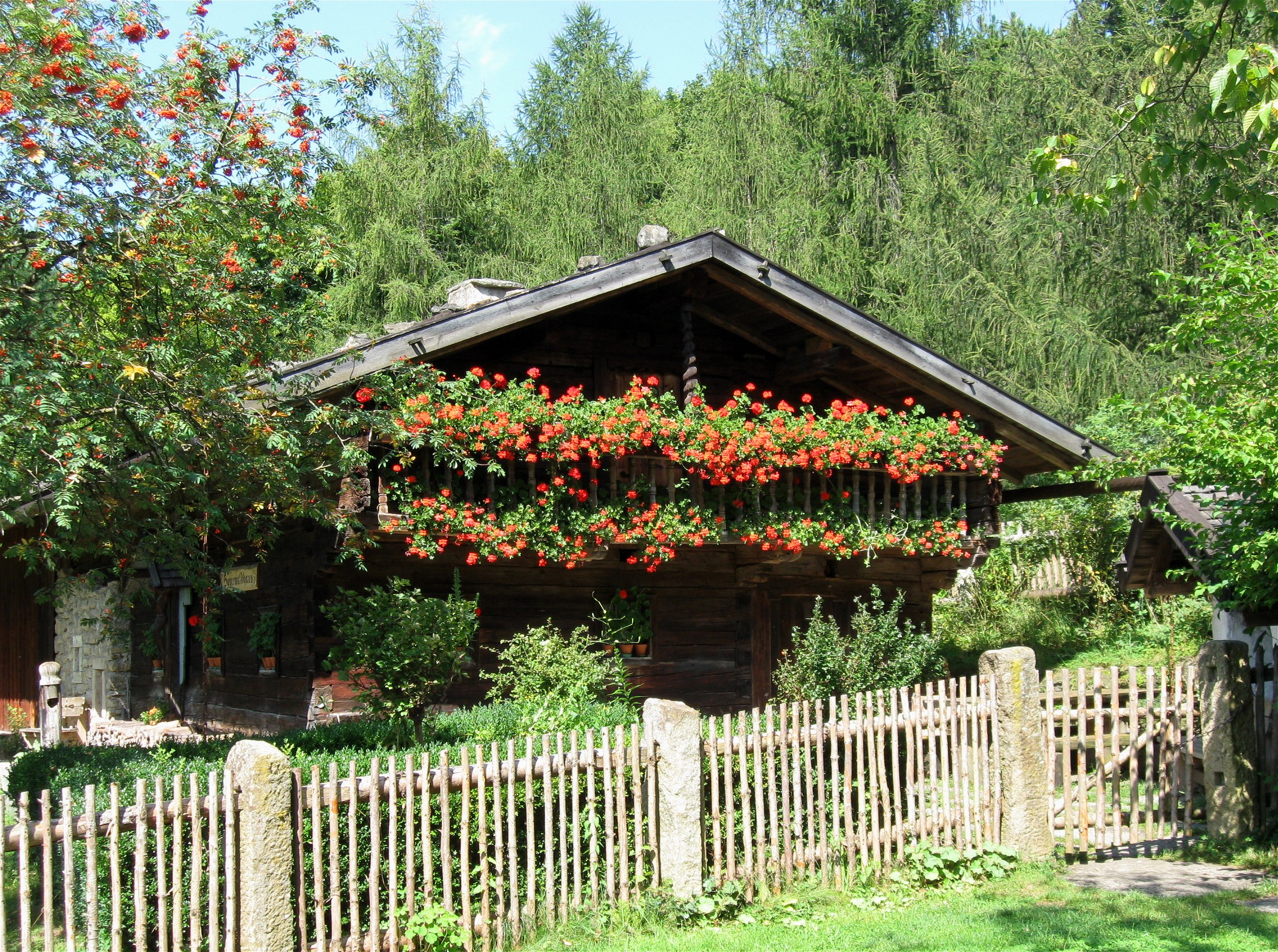